# Павлоцин
Павлоцин (пол. Pawłocin, нім. Paulshagen) — село в Польщі, у гміні Біла Піська Піського повіту Вармінсько-Мазурського воєводства.
Населення — 97 осіб (2011).

## Демографія
Демографічна структура станом на 31 березня 2011 року:
|          | Загалом | Допрацездатний вік | Працездатний вік | Постпрацездатний вік |
| -------- | ------- | ------------------ | ---------------- | -------------------- |
| Чоловіки | 47      | 15                 | 27               | 5                    |
| Жінки    | 50      | 15                 | 26               | 9                    |
| Разом    | 97      | 30                 | 53               | 14                   |